# 普希亞鄉

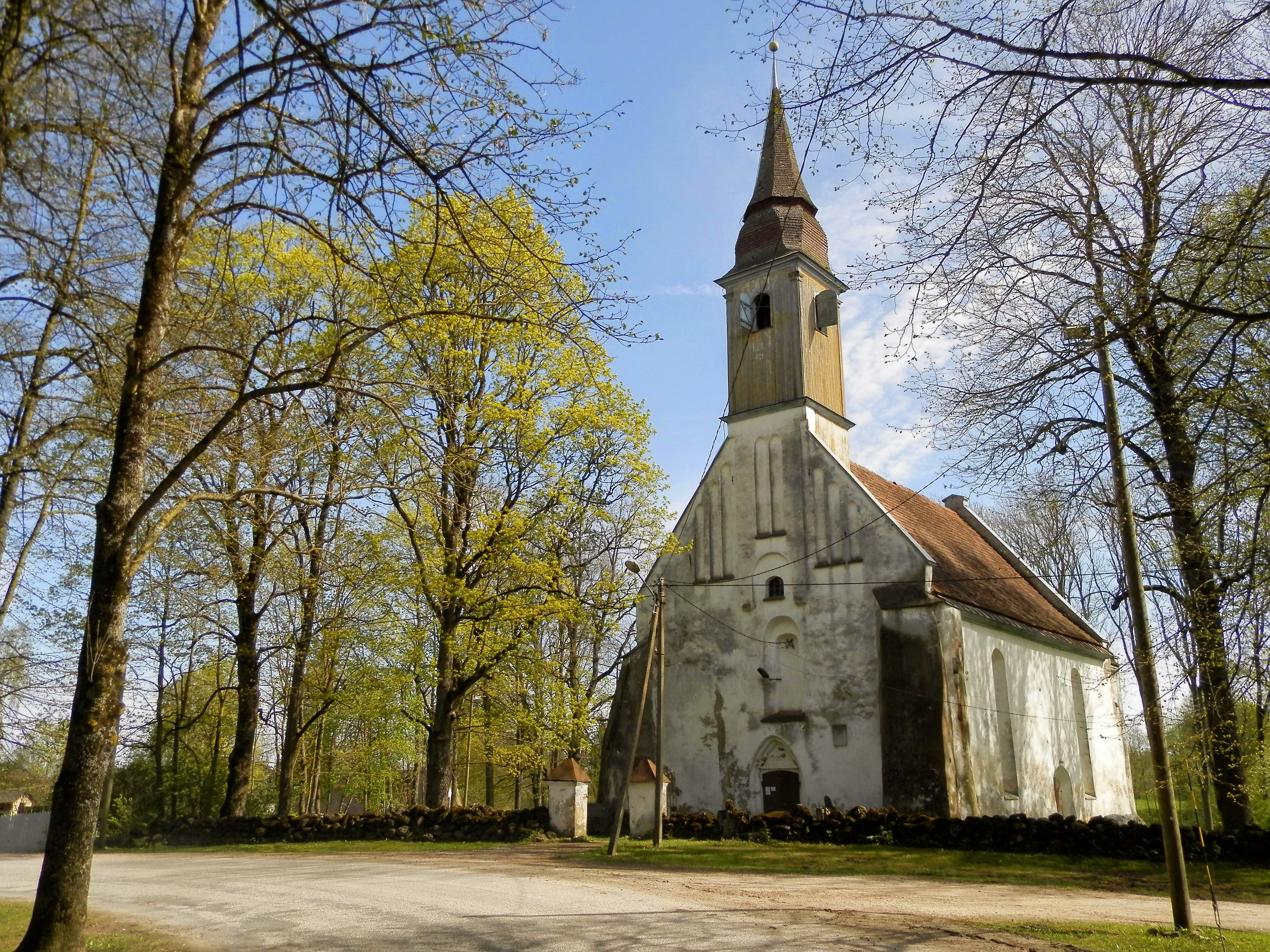
普西亚教堂

普希亞鄉，曾是愛沙尼亞塔爾圖縣的一個鄉村型市镇，位於該國東南部，行政中心設於普希亞，面積170平方公里，2010年人口2,402，人口密度每平方公里14人。
2017年爱沙尼亚行政改革后，普希亞市镇与其他市镇一起合并为新的埃尔瓦市镇。
58°20′30″N 26°18′52″E / 58.34167°N 26.31444°E